# Tiraspol
Tiraspol (/ti.'ras.pol/; tiếng Nga và tiếng Ukraina: Тирáсполь; chữ Kirin Moldova: Тираспол; tiếng Ba Lan: Tyraspol) là một thành phố ở Đông Âu, thủ phủ và trung tâm hành chính de facto của Cộng hòa Moldova Pridnestrovia tự tuyên bố độc lập, là thành phố lớn thứ hai ở Moldova. Thành phố nằm ở bờ đông của sông Dniester. Thành phố có nhiều ngành công nghiệp nhẹ khác nhau, trong đó có sản xuất đồ gỗ và hàng điện.
Tiraspol được tướng Nga Alexsandrov Vasilyevich Suvorov thành lập năm 1792 ở nơi có khu định cư Moldavia thời Trung cổ Sucleia Veche (Sucleia Cổ) bị Ottoman đốt cháy năm 1787. Thành phố kỷ niệm ngày thành lập của nó vào ngày 14 tháng 10.

## Tên gọi
Nguồn gốc từ của tên gọi thành phố gồm hai từ: Tiras — tên Hy Lạp cổ có nghĩa là sông Dniester, và polis, có nghĩa là một thành phố.

## Các tượng đài
Tượng của Aleksandr Vasilyevich Suvorov đã được xây ở quảng trường trung tâm vào năm 1979 để kỷ niệm sinh nhật lần thứ 250 của ông. Trước tòa nhà chính phủ Transnistria co một bức tượng của Lenin. Phía đối diện của trung tâm quảng trường có một tượng đài một chiếc xe tăng T-34 Liên Xô, kỷ niệm chiến thắng của Liên Xô trong Thế chiến thứ hai, và nhiều tượng đài tưởng nhớ những người đã bảo vệ thành phố trong Chiến tranh Liên Xô ở Afghanistan và Chiến tranh Transnistria.

## Dân số
Năm 1989 thành phố có dân số 190.000 người, 41% là người Nga, 32% là người Ukraina và 18% là người Moldova. Do tình hình chính trị và kinh tế bất ổn sau khi Cộng hòa Moldova Pridnestrovia tuyên bố độc lập và làn sóng người Do Thái bỏ xứ này ra đi đầu thập niên 1990, dân số thành phố này giảm xuống còn 158.069 theo điều tra dân số ở Transnistria năm 2004.